# زلو (خواننده)
چوی جون-هونگ (به کره‌ای: 최준홍؛ به انگلیسی: Choi Jun-hong. زادهٔ ۱۵ اکتبر ۱۹۹۶) با عنوان هنری زِلو، رپر، رقصنده، خواننده و بیت‌باکسر اهل کره جنوبی است. او کوچک‌ترین عضو و رپر گروه بی. ای. پی می‌باشد.

اوّلین تک‌آهنگ وی با عنوان «هیچ‌وقت کوتاه نیا»، با همکاری بانگ یونگ-گوک، دیگر عضو گروه، در نوامبر ۲۰۱۱ منتشر شد.